# Koznica (Aleksandrovac)
Pour les articles homonymes, voir Koznica.
Koznica (en serbe cyrillique : Козница) est un village de Serbie situé dans la municipalité d'Aleksandrovac, district de Rasina. Au recensement de 2011, il comptait 117 habitants.

## Démographie
| 1948 | 1953 | 1961 | 1971 | 1981 | 1991 | 2002 | 2011 |
| ---- | ---- | ---- | ---- | ---- | ---- | ---- | ---- |
| 306  | 323  | 313  | 321  | 267  | 211  | 148  | 117  |

|  |